# Ma'alot-Taršicha
Ma'alot-Taršicha (hebrejsky מַעֲלוֹת-תַּרְשִׁיחָא, v oficiálním přepisu do angličtiny Ma'alot-Tarshiha, běžně uváděno i jen jako Ma'alot) je město v Izraeli, v Severním distriktu.

## Geografie

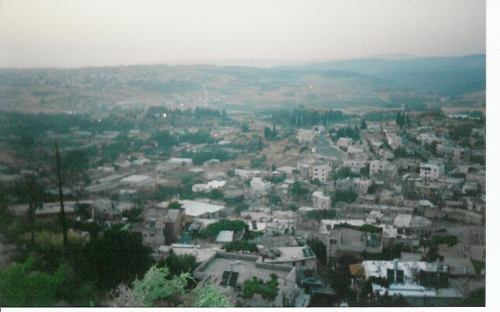
Čtvrť Taršicha

Leží v nadmořské výšce 523 metrů, v Horní Galileji, cca 115 kilometrů severovýchodně od centra Tel Avivu a cca 35 kilometrů severovýchodně od centra Haify. Severně od města terén prudce spadá do kaňonu vádí Nachal Kaziv, do kterého podél východní strany obce přitéká bočním údolím také vádí Nachal Peki'in. Na něm je tu zřízena umělá vodní nádrž Agam Montfort. Vlastní plocha města je situována na zvlněný terén s četnými pahorky. V severovýchodní části obce je to Har Rakafot. Na jihovýchodní straně Har Mejchal, na jihozápadě Har Me'ona.
Ma'alot-Taršicha se nachází v hustě zalidněném pásu. Osídlení v tomto regionu je smíšené. I vlastní město je složené ze židovské části Ma'alot a z vesnice Taršicha osídlené Araby.
Na dopravní síť je město napojeno pomocí Dálnice číslo 89, která ve východozápadním směru vede napříč Galileou.

## Dějiny
Ma'alot byl založen roku 1957. Jeho prvními obyvateli byli noví židovští přistěhovalci z Maroka a Iráku. Šlo o rozvojové město tedy plánovitě budované sídlo, které mělo posílit demograficky židovské osídlení v této části Galileji, kde dosud existoval jen souvislý blok arabských sídel. Zpočátku měla obec status místní rady tedy malého města. V roce 1963 byla k tomuto židovskému městu připojena arabská vesnice Taršicha s muslimskou a křesťanskou populací. Byl to unikátní případ dobrovolné integrace Židů a Arabů v rámci jedné administrativní obce. V listopadu 1995 byl Ma'alot-Taršicha prohlášen za městskou radu (velké město).
15. května 1974 přepadli teroristé z Demokratické fronty pro osvobození Palestiny školu v Ma'alot-Taršicha a způsobili smrt 21 žáků a 3 dospělých.

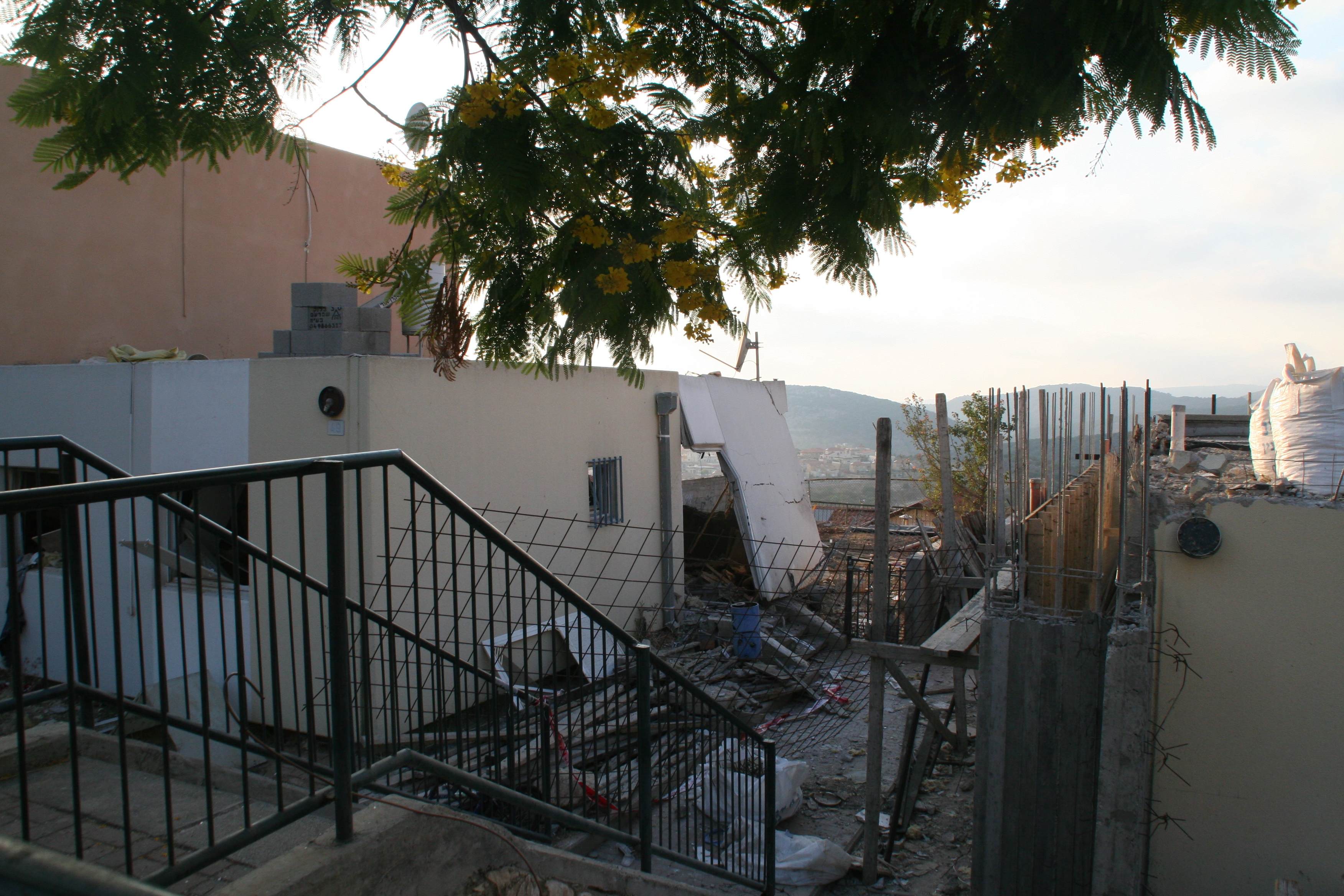
Dům v Ma'alot-Taršicha poničený zásahem rakety během Druhé libanonské války v roce 2006

Během Druhé libanonské války v roce 2006 dopadly na město četné rakety vypálené z Libanonu. Při jednom z těchto útoků byli raketou usmrceni 3 arabští mladíci.
Ve městě funguje zimní stadion s umělou ledovou plochou, jeden ze dvou v Izraeli (druhý je ve městě Metula). Východně od města se rozkládá také umělé jezero Agam Montfort využívané pro rekreační účely. V Ma'alot-Taršicha fungují čtyři sekulární základní školy a dvě náboženské (chlapecká a dívčí), dvě střední školy a hudební konzervatoř. Na západní straně k městu přiléhá rozsáhlá průmyslová zóna Koren s cca 100 firmami a cca 2000 pracovními místy.

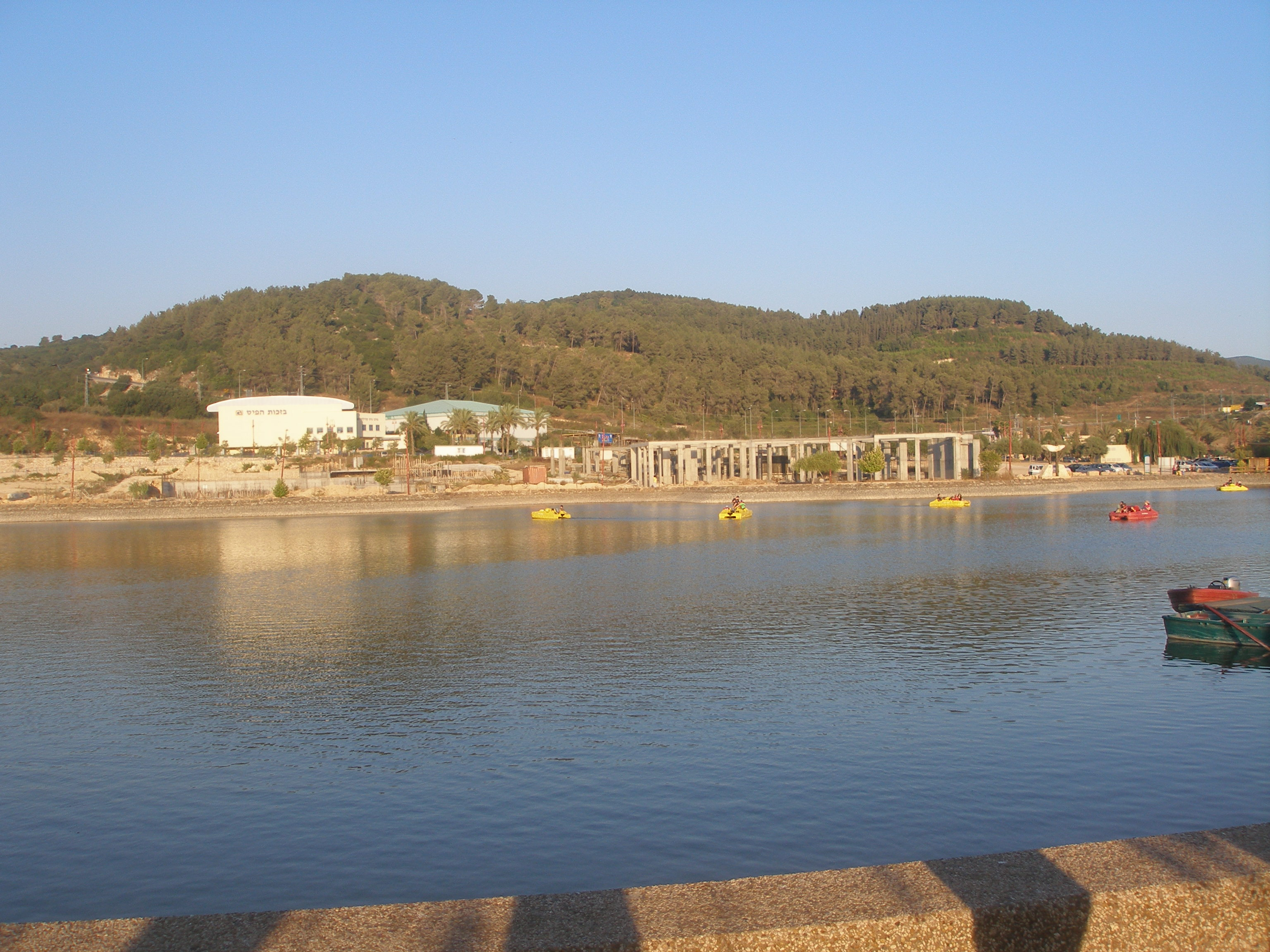
Umělé jezero Agam Montfort v Ma'alot-Taršicha

## Demografie
Ma'alot-Taršicha je město s etnicky smíšenou populací. Podle údajů z roku 2009 tvořili většinu obyvatel Židé – cca 14 500 osob (včetně statistické kategorie „ostatní“, která zahrnuje nearabské obyvatele židovského původu ale bez formální příslušnosti k židovskému náboženství, cca 16 700 osob). Zbytek populace – cca 3 900 osob, tvořili izraelští Arabové (muslimové i křesťané). I židovská populace samotná je smíšená a sestává ze sekulárních i nábožensky orientovaných obyvatel. Podíl nábožensky založených Židů zde dosahuje 20 %. V roce 2007 vyzval starosta Šlomo Bochbot k založení arabsko-židovské politické strany, která by reprezentovala zájmy obou etnik v Galileji.
Jde o středně velkou obec městského typu s dlouhodobě stagnující populací. K 31. prosinci 2017 zde žilo 21 300 lidí, z toho 14 200 Židů. Počátkem 90. let 20. století zaznamenala obec skokový nárůst v souvislosti s přílivem přistěhovalců z bývalého SSSR. Například roku 1991 zde kromě 8800 starousedlíků žilo už 1747 těchto nových přistěhovalců.
| Rok            | 1955  | 1961  | 1972  | 1980  | 1983  | 1990   | 1993   | 1994   | 1995   | 1996   | 1997   | 1998   | 1999   | 2000   |
| -------------- | ----- | ----- | ----- | ----- | ----- | ------ | ------ | ------ | ------ | ------ | ------ | ------ | ------ | ------ |
| Počet obyvatel | 1 300 | 3 300 | 5 000 | 7 000 | 7 500 | 10 600 | 12 800 | 15 200 | 16 300 | 16 800 | 17 500 | 18 200 | 18 900 | 19 600 |

| Rok            | 2001   | 2002   | 2003   | 2004   | 2005   | 2006   | 2007   | 2008   | 2009   | 2010   | 2011   | 2012   | 2013   | 2014   | 2015   | 2016   | 2017   |
| -------------- | ------ | ------ | ------ | ------ | ------ | ------ | ------ | ------ | ------ | ------ | ------ | ------ | ------ | ------ | ------ | ------ | ------ |
| Počet obyvatel | 20 200 | 20 700 | 21 000 | 21 000 | 21 100 | 21 200 | 21 200 | 21 446 | 20 616 | 20 900 | 21 000 | 21 100 | 21 100 | 21 200 | 21 200 | 21 100 | 21 300 |